# Patrick Edward Connor
Patrick Edward Connor (17 mars 1820 - 17 décembre 1891) est un général unioniste de la guerre de Sécession. Il est plus célèbre pour ses campagnes contre les Amérindiens dans le vieil ouest américain.

## Avant la guerre
Patrick Edward Connor naît dans le comté rural de Kerry, en Irlande le jour de la Saint-Patrick en 1820. Il émigre pour les États-Unis et s'engage, en tant que Patrick Edward O'Connor, dans l'armée des États-Unis le 28 novembre 1839. En plus de service lors des guerres séminoles, il est en service en tant que dragon à fort Leavenworth, fort Atkinson, fort Sandford, et au deuxième fort Des Moines. Il est libéré honorablement de sa charge de soldat, le 28 novembre 1844 et après deux ans à New York, il part au Texas. Le 5 avril 1845, il obtient la nationalité américaine.

### Guerre du Mexique
Au Texas, il rejoint les volontaires du Texas en mai 1846 sous le nom de « P. Edward Connor », servant en tant que premier lieutenant dans le Texas Foot Riflemen. Le 7 juillet 1846, à Galveston, au Texas, il entre dans l'armée des États-Unis en tant que premier lieutenant, s'enrôlant pour 12 mois. Sa compagnie indépendante des Texas Volunteers sous le commandement du capitaine Charles A. Seefield est envoyée à Port Lavaca sur Matagorda Bay faisant partie de l'armée du centre du général John E. Wool, qui a prévu d'envahir le Mexique. Marchant par Monclova, Parras, et Saltillo la compagnie, désormais sous ses ordres en tant que capitaine Connor, et attachée au 2nd Illinois Volunteers sous le commandement du colonel William H. Bissel, combat lors de la bataille de Buena Vista. La compagnie participe à beaucoup d'actions, Connor étant blessé à la main ; deux de ses lieutenants et 13 hommes sont tués. Il est démobilisé le 24 mai 1847 près de Monterey, Mexique, démissionnant à cause de rhumatisme. Lorsque la ruée vers l'or de Californie se développe, il traverse le Mexique, du Texas et arrive en Californie, le 22 janvier 1850,.

### Californie
Peu de temps après son arrivée en Californie, il est impliqué dans un accident de bateau dans le Pacifique, en tentant d'établir un camp à l'embouchure de la rivière Trinity. Connor et ses hommes n'étaient pas au courant que la rivière Trinity se jette dans la rivière Klamath et non dans le Pacifique. Des 10 personnes dans le baleinier, 5 se noient. Le 28 mai 1853, il est appelé par Harry S. Love pour être son lieutenant dans la compagnie des California State Rangers avec 20 autres vétérans du la guerre du Mexique. Ils pourchassent et tuent le hors-la-loi mexicain Joaquin Murrieta et trois autres membres de son gang, en capturant deux autres, brisant ainsi les cinq Joaquins. Lui et le reste des Rangers sont récompensés par l'État avant d'être dissous.

## Guerre de Sécession
Lorsque la guerre de Sécession éclate, Connor commande les « Stockton Blues », une unité de la milice de Californie. Il augmente la taille de l'unité jusqu'à celle d'un régiment qui devient le 3rd Regiment California Volunteer Infantry. Son régiment reçoit l'ordre de partir pour le territoire de l'Utah pour protéger l'itinéraire routier contre les Amérindiens et réprimer un possible soulèvement Mormon.
Pendant qu'il est en Utah, Connor en tant qu'officier supérieur devient commandant du District de l'Utah, Département du Pacifique, le 6 août 1862, créant le camp Douglas à Salt Lake City en octobre, mais devient mécontent de son affectation. Lui et ses hommes veulent partir pour la Virginie, où se déroulent les vrais combats et où la gloire s'obtient. Lorsque le major général Henry W. Halleck (un ami personnel de Connor) devient le général en chef des armées de l'Union, Connor plaide que ses hommes se sont enrôlés pour combattre les traîtres. Il propose qu'on retienne 30 000 $ de la paie du régiment pour transporter les troupes sur les champs de bataille de l'est. Halleck suggère que Connor reconnaisse la région de Salt Lake City. Connor le fait et établit le fort Douglas sur une position dominant la ville, malgré la volonté des Mormons. Brigham Young essaye par l'intermédiaire de son représentant personnel Kinney au Congrès de déplacer des troupes fédérales. Cependant, grâce aux efforts du gouverneur Doty et du colonel Connor, les troupes fédérales sont maintenues au fort Douglas par Washington et le général commandant le théâtre du Pacifique.
En 1862, les Shoshones et les Bannocks, conduits par les chefs Bear hunter et Pasheco attaquent les caravanes de pionniers qui arrivent de plus en plus nombreuses en empruntant la piste de l'Oregon. Ils sont accusés de piller les colonies de mormons au nord du Grand Lac Salé de l'Utah, mormons eux-mêmes soupçonnés de sympathies pour la cause sudiste.
En octobre 1863, Connor avec le gouverneur Doty signe des traités de paix avec le reste des tribus indiennes hostiles, mettant ainsi un terme à toutes les hostilités indiennes dans le territoire de l'Utah. Peu de temps après la signature des traités, les officiers et les soldats volontaires de Californie en poste au fort Douglas créent le premier quotidien de l'Utah appelé The Union Vedette. Ce journal donne des nouvelles qui font contrepoids à celles fournies par l'Église des mormons via le Deseret News.
Connor fournit une protection pour les non-mormons et ceux qui souhaitent quitter l'Église de Jésus-Christ des saints des derniers jours au cours de ses trois années de service dans l'Utah. Il découvre également de précieuses richesses minérales, dans l'Utah, qu'il signale à ses supérieurs. Cela a conduit progressivement à l'immigration de non-mormons dans l'Utah aboutissant à l'affaiblissement de la puissance de l'Église des mormons sur les affaires quotidiennes dans le territoire. Connor engage une vaste correspondance militaire qui est publiée en 1897 sous le titre The War of the Rebellion: A Compilation of the Official Records of the Union and Confederate Armies.
Connor reste à la tête du district de l'Utah jusqu'à ce qu'il soit fusionné en mars 1865 avec le district des plaines, créé sur sa suggestion qu'un « département des plaines » soit créé qu'il commanderait. Le nouveau district, dans le Département du Missouri, combine les anciens districts de l'Utah (re-désigné sous-district de l'ouest), du Nebraska (sous district de l'est), du Colorado (sous-district du sud), et du territoire de l'Idaho (sous-district du nord). Connor est nommé commandant en chef du nouveau district.

## Massacre de Bear River
Au début des années 1860, les pressions de la population dans le territoire de Washington (actuellement la frontière de l'Idaho-Utah) conduisent à des conflits entre les immigrants et les Amérindiens.
Dans le Territoire de l'Idaho, lorsque quatre guerriers shoshones furent fusillés et jetés dans la Bear River et plusieurs mineurs tués en représailles par les Amérindiens, le colonel Patrick E. Connor, avec ses volontaires de Californie, obtient la permission de préparer une expédition en territoire Shoshone en janvier 1863. Après l'attaque sur des mineurs dont les dépositions sont enregistrées à Salt Lake City par les survivants, Connor marche avec son régiment sur 225 kilomètres (140 miles) dans un paysage gelé par l'hiver pour « traiter » avec les Amérindiens. Le 29 janvier 1863, les troupes de Connor rencontrent un campement Shoshone le long de la Bear River. Connor et sa milice traversent la rivière et attaquent le camp, ils feignent la retraite uniquement pour encercler le camp et renouveler leur attaque.
Connor envoie des troupes supplémentaires pour bloquer l'itinéraire d'évacuation des Amérindiens au travers d'un ravin et envoie le reste des soldats par une manœuvre de flanc sur une crête, d'où ils tirent vers le bas sur les Amérindiens. Les soldats tirent également sur les Amérindiens alors qu'ils tentent de s'échapper à la nage dans la rivière à une température glaciale. Les soldats tuent presque tous les Amérindiens, y compris les femmes et les enfants, avec des morts estimées de 200 à 400.
Les Amérindiens ont été ravitaillés par les Mormons et de grandes quantités de blé et d'articles de guerre sont capturés par le commandement de Connor après la bataille de Bear River. Selon Connor, un Amérindien survivant a dit plus tard que la grande bande d'Amérindiens avait l'intention de détruire la ville de Franklin dans l'actuel Idaho. Les dépêches de Connor sont détaillées dans The War of the Rebellion : A Compilation of the Official Records of the Union and Confederate Armies of the Pacific Theater. Pour une vision moins partiale, le livre de Brigham Madsen, The Northern Shosoni raconte une histoire différente.

## Expédition de Powder River
Après le Massacre de la Bear River, Connor est nommé brigadier général dans l'armée des volontaires. De juillet à septembre 1865, il dirige l'expédition punitive de la Powder River contre les indiens sioux, cheyennes et arapahos qui attaquent les voyageurs le long de la piste Bozeman et les routes terrestres du courrier. Les 2 600 hommes de Connor sont organisés en trois unités largement séparées qui parcourent des centaines de kilomètres de ce qui va devenir le Montana et le Wyoming. Les soldats sont harcelés par les Amérindiens, qui évitent les batailles rangées. Connor établit le fort Connor, plus tard, fort Reno, et détruit un village arapaho lors de la bataille de la Tongue River. Ses éclaireurs pawnees prennent également en embuscade et tuent un groupe de 24 guerriers cheyennes. La plupart du temps, cependant, les trois unités de Connor sont sur la défensive, repoussant des raids amérindiens sur leurs chevaux et leurs chariots de ravitaillement ce qui laissent de nombreux soldats à pied, en haillons, et réduit à manger de la viande de cheval crue. Dans l'ensemble, l'expédition est un « échec total », réalisée avec des « grandes colonnes maladroites remplies avec des troupes anxieuses de rentrer chez elles maintenant que la guerre de Sécession est terminée ».
Alors que l'expédition débute, les ordres de Connor à ses officiers sont « vous ne prendrez pas en compte les offres de paix ou de la soumission des Indiens, mais attaquerez et tuerez tous les indiens mâles de plus de douze ans ». Les supérieurs de Connor annulent cet ordre.

## Après la guerre
Lorsque la guerre de Sécession se termine, Connor est breveté major général dans l'armée des volontaires, et quitte le service actif des volontaires en 1866. N'ayant jamais été au combat contre la Confédération dans l'Est, il continue à commander les troupes sur la frontière. Il recrute des vétérans confédérés pour combattre les Amérindiens.
Faisant de Salt Lake City sa résidence permanente, Connor crée l'un des premiers journaux de la ville. Il s'implique également dans l'exploitation minière de nouveau. Il fonde une ville dans l'Utah et la nomme Stockton en l'honneur de son unité de la milice de Californie.
Connor meurt à Salt Lake City, territoire de l'Utah et y est enterré.